# أوليغ ليتفينينكو
أوليغ ليتفينينكو (بالقازاقية: Олег Литвиненко)‏ هو لاعب كرة قدم كازاخستاني في مركز الهجوم، ولد في 22 نوفمبر 1973 في طراز في كازاخستان، وتوفي بنفس المكان في 18 نوفمبر 2007 بسبب شنق. شارك مع منتخب كازاخستان لكرة القدم. أما مع النوادي، فقد لعب مع نادي آكتوبه ونادي إيرميس أراديبو ونادي طراز ونادي كايرات.

## وصلات خارجية
- أوليغ ليتفينينكو على موقع الاتحاد الدولي (مؤرشف)  (الإنجليزية)
- أوليغ ليتفينينكو على موقع قاعدة بيانات كرة القدم.إي يو (الإنجليزية)
- أوليغ ليتفينينكو على موقع ناشيونال فوتبول تيمز (الإنجليزية)
- أوليغ ليتفينينكو على موقع Soccerway.com (الإنجليزية)